# کوشک حاجی‌آباد
کوشک حاجی‌آباد ، کوشک باغ تاریخی است مربوط به دوره قاجاریه که در روستای گستج، دهستان باغستان بخش مرکزی شهرستان فردوس واقع شده‌است.
مصالح بکار رفته در این بنا در طبقه همکف خشت خام ملات گل و قاب‌های گچی به شیوه بناهای دوره قاجاریه می‌باشد. مصالح بکار رفته در طبقه اول بنا آجرهای مربع شکل به صورت نماکاری در بدنه بنا اجرا شده است که مربوط به دوره پهلوی اول می‌باشد.